# Я готов к смерти

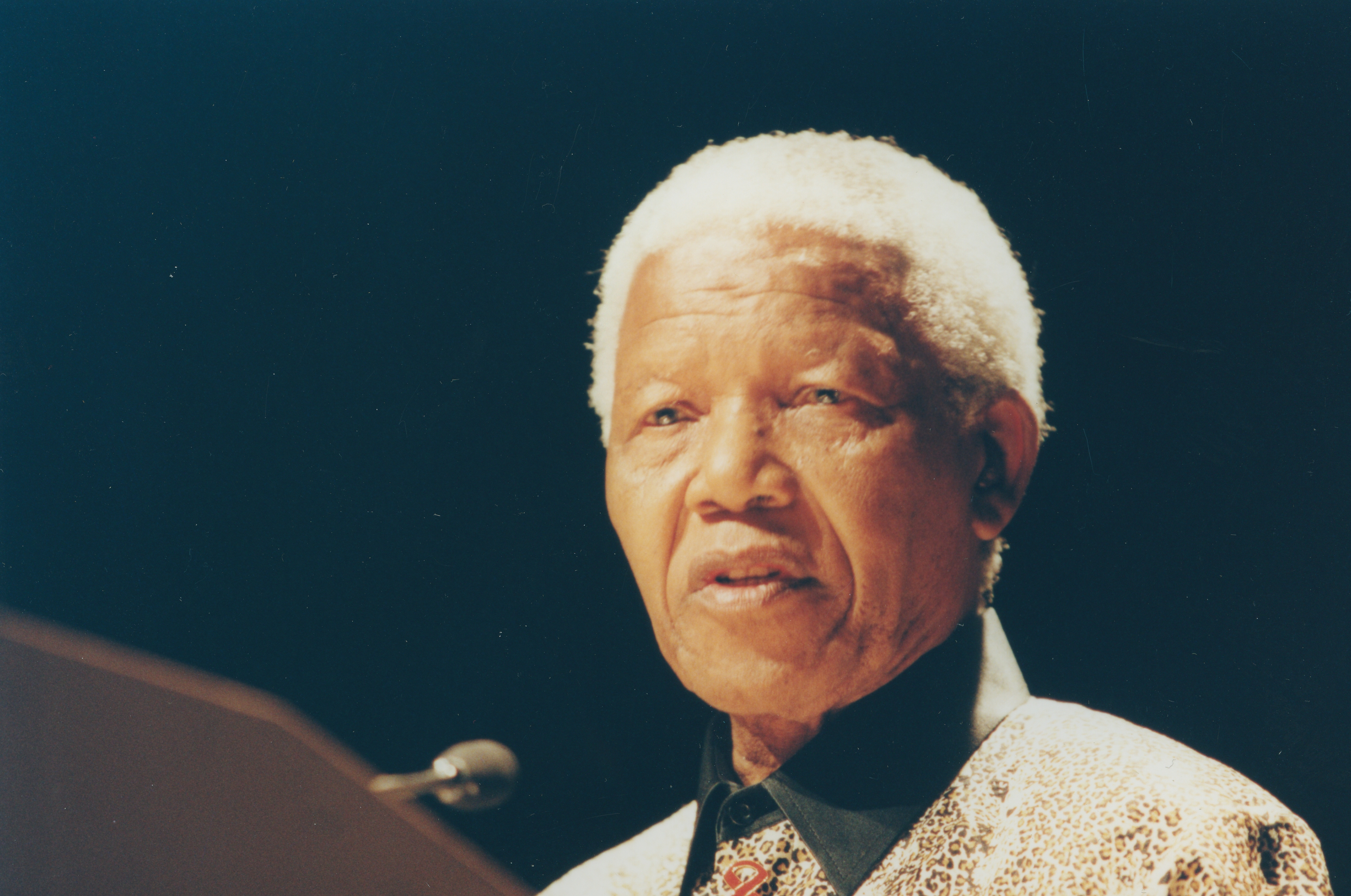
Нельсон Мандела

Я готов к смерти (англ. I Am Prepared to Die) — трёхчасовая речь Нельсона Манделы, произнесённая 20 апреля 1964 года на заседании суда в Ривонии. Называется по последним словам речи: «Это идеал, которого я стремлюсь добиться и до которого я надеюсь дожить. Но если потребуется, то за этот идеал я готов умереть». Одна из значимых речей XX века, является ключевым моментом борьбы против апартеида в Южной Африке.

## Судебный процесс
В июле 1963 года двадцать лидеров Африканского национального конгресса были арестованы в Ривонии, пригороде Йоханнесбурга. Вместе с Манделой, арестованным в августе 1962 года и приговорённым к пяти годам лишения свободы, их обвинили в эпизодах саботажа, пособничеству коммунизму, а также сотрудничеству с иностранными государствами. Это обвинение включало в себя вербовку лиц для проведения партизанской войны против Южноафриканского государства, сговор с иностранными военными для поддержки борьбы против республики и содействие коммунистической деятельности. Прокурор Перси Ютар не выступал за смертную казнь, но считается, что казнь была официальной позицией государства. Все подсудимые не признали себя виновными по предъявленным обвинениям.
До суда Мандела и другие обвиняемые решили, что вместо того, чтобы давать показания в качестве свидетелей и участвовать в перекрестных допросах, он выступит с речью на скамье подсудимых, чтобы поставить государство под суд, указывая на несправедливости южноафриканского общества и его правовой системы. Они также стремились огласить политическую и моральную программу Африканского национального конгресса.
Мандела работал над речью в течение нескольких недель до суда, помощь ему в этом оказывали писательница Надин Гордимер и журналист Энтони Сэмпсон. Мандела был вдохновлен знаменитой речью Фиделя Кастро «История меня оправдает». Он был особенно заинтересован в речи как в средстве обращения к международному сообществу для поддержки дела АНК.
Юристы Манделы призвали его не выступать с речью, чтобы не спровоцировать судью вынести смертный приговор, но Мандела отказался. Он чувствовал, что, вероятно, будет приговорен к смертной казни, независимо от своего заявления, так что он решил говорить то, что считал действительно нужным.
Когда защита объявила, что Мандела хотел бы начать с выступления вместо перекрестного допроса, прокурор Перси Ютар удивился и сказал: «Господин судья, я думаю, вы должны предупредить обвиняемого, что то, что он скажет, имеет гораздо меньше веса, чем то, что он сказал бы на перекрёстном допросе». Судья Квартус де Вет отклонил возражения прокурора и сказал: «Я думаю, мистер Ютар, что защита имеет достаточный опыт, чтобы иметь возможность консультировать своих клиентов без вашей помощи». Главный юрист защиты Брэм Фишер добавил: «И нам, и нашим клиентам известны положения Уголовного кодекса», тем самым тонко указывая на тот факт, что Мандела был сам юристом с опытом работы в уголовном судопроизводстве. Поскольку в южноафриканском законодательстве обвиняемый не может выступать в суде с трибуны свидетеля, а может только отвечать на вопросы, свою речь Мандела произнес, находясь на скамье подсудимых. Он говорил около трёх часов, прежде чем закончить фразой «Я готов умереть».
При произнесении последней строки речи Мандела посмотрел судье де Вету прямо в глаза.

## Речь
Выступление описывает, почему АНК решил выйти за рамки своего предыдущего использования конституционных методов протеста и идей ненасильственного сопротивления Ганди и начать диверсии на объектах государственной собственности (с сведением к минимуму рисков травматизма и смертности), как части их борьбы против южноафриканского правительства и его политики апартеида (обучение военного крыла для возможного использования в будущем ).
Мандела начал с того, что он был одним из основателей Умконто ве сизве, вооруженного крыла АНК, и не стал отрицать свою причастность к планированию диверсий, говоря: «Я не планировал их в духе безрассудства, потому что у меня нет никакой любви к насилию. Я планировал диверсии после спокойной и трезвой оценки политической ситуации, возникшей после многих лет тирании, эксплуатации и угнетения белыми моего народа».
Мандела заявил, что они использовали все ненасильственные средства сопротивления, которые привели ещё к большим ограничениям свободы африканского народа. Ссылаясь на убийства в Шарпевиле и ряд других случаев насилия властей в отношении протестующих, он заявил, что «правительство, которое использует силу, чтобы поддержать свою власть, учит угнетенных использовать силу, чтобы противостоять этому», и что решение об избирательном применении насилия принято «не потому, что мы хотим такого курса. Исключительно потому, что правительство не оставило нам никакого другого выбора».
Мандела также посвятил значительную часть речи опровержению доводов обвинения, что он и АНК действовали по указке Коммунистической партии Южной Африки и в иностранных интересах. Он сравнил союз между коммунистами и АНК с альянсом США, Великобритании и Советского Союза против фашистской Германии. Он довольно подробно выявил взаимосвязи между АНК и Коммунистической партией, пояснив, что, в то время как они сотрудничали в области действий против системы апартеида, он верит в модель конституционной демократии для ЮАР (Мандела одобрительно отозвался о британской политической модели), а также поддерживает рыночную экономику, а не коммунистическую экономическую модель. Он отметил, что, в то время как существовали политические разногласия между коммунистами и АНК, «теоретические различия между теми, кто борется против угнетения, являются роскошью, которую мы не можем себе позволить на данном этапе». Он добавил, что коммунисты были единственной политической группой в Южной Африке, которые показали, что они готовы рассматривать африканцев как людей.

## Влияние
После завершения речи на мгновение воцарилась тишина, а из той части зала суда, где находились чернокожие, раздался эмоциональный вздох, после чего судья вызвал Уолтера Сисулу. Друзья Манделы Энтони Сэмпсон и Надин Гордимер, участвовавшие в редактировании речи, отреагировали по-разному. Сэмпсон описал её как самую эффектную речь в своей карьере, в то время как Гордимер была разочарована, она нашла речь «нерешительной, скучной».
В конце судебного разбирательства Нельсон Мандела был осуждён и приговорён к пожизненному заключению. Он отбыл 27 лет заключения, прежде чем был освобожден и избран президентом ЮАР. После своего освобождения он процитировал последнее предложение своей речи прессе. Мандела считал, что судья де Вет не приговорил его к смертной казни, потому что просто «не осмелился это сделать».

## Отражение речи в культуре
- Предложение «Я готов к смерти» использовано южноафриканским композитором Михаэлем Ханкинсоном в хоровом произведении «Портрет Манделы».
- Последний параграф речи выбит на стене Конституционного Суда ЮАР, в Йоханнесбурге.
- Президент США Барак Обама использовал отрывки из речи, в своей речи на государственной церемонии прощания с Нельсоном Манделой на стадионе Соккер Сити 10 декабря 2013 года[5].